# Une jeunesse gâchée
Une jeunesse gâchée (Ein Verbummelter) est un récit de l'écrivain autrichien Stefan Zweig, qui paraît pour la première fois dans Das Magazin für die Literatur des In-und Auslandes, à Berlin, le 16 novembre 1901.

## Résumé
Cette nouvelle assez courte met en scène un étudiant accablé par deux redoublements successifs. L'intrigue se déroule en un après-midi. Ce jeune homme dont on ne connaîtra que le nom, Liebmann, arrive, une fois de plus, en retard à son cours de grec. Sévèrement interpellé par son professeur, il rejoint sa place sous les moqueries de ses jeunes condisciples.
Bientôt, du cours magistral ne lui parvient plus qu'un lointain écho ; le jeune homme ressasse l'injustice dont il s'estime être victime. Grondé une nouvelle fois par son professeur, il n'en peut plus et, à la grande surprise de l'assistance, laisse éclater sa colère contre son contempteur, avant de quitter la classe et de se suicider.

## Commentaires
Ce récit de jeunesse n'était pas, selon Stefan Zweig, une nouvelle assez aboutie pour figurer parmi les titres régulièrement publiés dans des recueils. On y retrouve, il est vrai, un style qui ne possédait pas encore toute sa puissance dramatique, et que l'on retrouve dans d'autres œuvres de jeunesse telles que Rêves oubliés ou Deux solitudes.
Pourtant, certains thèmes favoris de l'auteur prennent déjà vie dans ce court texte qu'il a écrit à l'âge de vingt ans. L'injustice et la solitude, voire la déréliction, éclatent ici comme une bombe dont le mécanisme pousse le sujet vers son funeste et irrémédiable destin. On sait que Stefan Zweig n'a pas eu une scolarité heureuse, hormis ses années universitaires, où il lui était permis de ne pas assister aux cours.
L'université est ici représentée par ce professeur docte qui, au fond de lui, n'est pas hostile à son élève, mais qui, dans son inflexible rectitude, incarne parfaitement l'alma mater de l'époque, pour laquelle la tradition et l'érudition dans tous les domaines constituaient des vertus essentielles et incontournables.
D'une certaine manière, enfin, cette nouvelle fait écho à Deux solitudes, dont le sujet nommé dans le titre est repris sous une forme différente puisque, ici, le personnage principal n'a personne à qui confier sa souffrance, hormis lui-même.

## Édition en français
Édition imprimée
- La Confusion des sentiments et autres récits, Robert Laffont, 2013. Traduction de Pierre Deshusses.